# کریستین ون ماترن
کریستین ون ماترن (هلندی: Christine van Meeteren; ۲۶ آوریل ۱۸۸۵ – ۳ ژانویهٔ ۱۹۷۳) هنرپیشه اهل هلند بود.